# Трешниця (стадіон)
Стадіон Трешниця — футбольний стадіон у Голубовці (рівнина Зета), Подгориця, Чорногорія. Використовується для проведення футбольних матчів і є домашнім стадіоном футбольного клубу «Зета».

## Історія
Футбольний стадіон у Трешніці, в Голубовцях, був побудований у 1996 році, після сезону, в якому ФК «Зета» отримав своє перше підвищення до югославської Другої ліги. До цього часу стадіон кілька разів реконструювали (останній раз у 2016 році), а поруч з основним полем побудовано ще одне поле зі штучним покриттям. ФК «Зета» проводив матчі Першої ліги на стадіоні «Трешниця» з 2000 по 2022 рік. Історичний перший матч у вищій лізі «Зета» провела 12 серпня 2000 року проти «Міліціонара» (4-0) у Голубівцях. На тій грі на стадіоні «Трешниця» були присутні 5 000 уболівальників. Найвища відвідуваність ігор неодноразово сягала 5 000 осіб, особливо під час матчів із «Будучністю», а раніше — з «Партизаном» та «Црвеною Звездою».

## Майданчик та умови
Поле має розміри 110 х 70 метрів. Стадіон не відповідав критеріям УЄФА для проведення європейських змагань, тому ФК «Зета» проводить свої міжнародні ігри на міському стадіоні Подгориці.Крім основного поля є допоміжне поле зі штучним покриттям, яке використовується для змагань у юніорських категоріях.